# Vincenzo Torriani
Vincenzo Torriani (Novate Milanese, 17 settembre 1918 – Milano, 24 aprile 1996) è stato un dirigente sportivo italiano.
Iniziò a collaborare con Armando Cougnet nell'organizzazione del Giro d'Italia nel 1946, di cui nel 1949 divenne direttore unico (patron). Rimase patron fino all'edizione del 1991 (42 anni).
Nel 1989 fu costretto, per via delle cattive condizioni di salute, a delegare gran parte del lavoro operativo a Carmine Castellano che gli succedette nel 1993.
Fu il primo presidente dell'Associazione Organizzatori Corse Ciclistiche, carica che ricoprì a partire dal 1966.
Negli anni sessanta promosse l'inserimento del Muro di Sormano nel percorso del Giro di Lombardia e della salita del Poggio nel finale della Milano-Sanremo.

## Biografia
Nacque a Novate Milanese il 17 settembre 1918; il padre Romeo era titolare di un frantoio in via Repubblica. Frequentò l'Istituto S.Carlo a Saronno e successivamente l'Università Cattolica del Sacro Cuore. Chiamato alle armi, si rifugiò in Svizzera, dove agli inizi degli anni quaranta aveva trovato accoglienza e possibilità operative anche clandestine. Forte dei contatti con organismi studenteschi dell'epoca, fu promotore di incontri e raduni tra i connazionali nei campi elvetici. Fu protagonista di operazioni di "traghettamento" da una parte all'altra del confine, aiutando personalità impegnate con gli Alleati, tra cui don Carlo Gnocchi ed Eugenio Cefis.
Rientrato in Italia, si occupò della ripresa della pubblicazione della "Gazzetta dello Sport", dell'organizzazione di eventi cittadini a Milano e della riorganizzazione del Giro d'Italia, sospeso a causa della seconda guerra mondiale. Entrò così a far parte dello staff di Armando Cougnet, co-fondatore sin dal 1909 della "rosea" e del "Giro", allora anziano e desideroso di passare il testimone a un giovane capace ed entusiasta.
Fondò, insieme a Jacques Goddet, l'organizzatore del Tour de France, l'Associazione Internazionale Organizzatori Corse Ciclistiche, con sede a Parigi. Intorno agli eventi sportivi riuscì a polarizzare gli interessi degli investitori, di enti pubblici e privati e dei media, facendo raggiungere al Giro alti livelli di notorietà.
Istituì la prima "Lega dei Ciclisti Professionisti", con sede a Milano, puntando alla difesa della professionalità anche nel settore agonistico. Collateralmente lanciò il primo Giro Festival - passerella musicale itinerante - e creò la Fiera del Giro d'Italia con la partecipazione di partner commerciali. Allestì manifestazioni sportive in più discipline ed iniziative: tra queste il concorso "Giornalisti per un giorno", il premio "Io sono tuo amico", il Congresso dei Ragazzi, "la Gran Fondo", la "100 km di marcia", il "Trofeo Autojunior".

## Ciclismo
Il maggior impegno fu comunque nel settore ciclistico; fu ideatore di nuove corse ciclistiche come il Gran Premio del Mediterraneo, che ebbe solo un'edizione, quella del 1952. 
Nel 1949 divenne patron del Giro d'Italia e organizzatore del Giro di Lombardia, nel 1965 del Giro del Piemonte e della Milano-Torino, passati a La Gazzetta dello Sport, inventando così il Trittico italiano, che sarebbe poi diventato Trittico d'autunno con lo spostamento a settembre della Milano-Torino.
Nel 1994 divenne anche organizzatore del Giro del Lazio, succedendo a Franco Mealli, e nel 1996 della Tirreno-Adriatico, in seguito all'abbandono del quotidiano Il Messaggero.

### Il Giro d'Italia

Torriani al Giro d'Italia 1976, a Milano, sull'auto ammiraglia (Fiat 131 Abarth)

Nel 1973 realizzò il Giro d'Italia rendendo omaggio ai sei Paesi fondatori dell'Unione europea ed alla sua istituzione, partendo dal Belgio per arrivare in Italia attraverso Germania, Paesi Bassi, Lussemburgo e Francia. La "corsa rosa" vide altri sconfinamenti in Svizzera, Francia, Austria, Slovenia, Principato di Monaco, San Marino e significative partenze nel cuore del Quirinale e del Vaticano. Significative furono anche le tappe del 1946 a Trieste e del 1971 a Lubiana, dove in concomitanza gli fu conferito il titolo di Grande Ufficiale al merito della Repubblica Italiana, seguito poi dal riconoscimento di Cavaliere di Gran Croce. Degne di nota le tappe in Piazza San Marco a Venezia, in Piazza dei Miracoli a Pisa, alle Torri del Vajolet, alle Tre Cime di Lavaredo attraverso il Gavia e sullo Stelvio, alla Valle dei Templi di Agrigento, in Piazza del Campo a Siena, la scalata del Mortirolo.
Fu relatore nel 1959 al Convegno Nazionale di Studio della Federazione Italiana di Pubblicità, presentando un testo su "Sport e Pubblicità". A Novate Milanese fu cofondatore nel 1945 dell'Unione Sportiva Novatese, del Corpo Musicale Santa Cecilia e della sezione locale del CAI. Segretario durante la guerra di Giuseppe Lazzati, si attivò insieme ad un altro dirigente di A.C. perché durante i bombardamenti si svolgessero le riunioni a Novate Milanese nella casa paterna e non a Milano.
Cittadino benemerito del Comune e della Provincia di Milano, è scomparso il 24 aprile 1996 ed è stato sepolto presso il vecchio cimitero monumentale di Novate Milanese.